# 大崎市立古川第一小学校
大崎市立古川第一小学校（おおさきしりつ ふるかわだいいちしょうがっこう）は、宮城県大崎市古川にある公立小学校。略称は古一小（ふるいっしょう）。

## 沿革
- 1873年（明治6年）5月7日 - 稲葉村の瑞川寺に「第七大学区第二中学区四番稲葉小学校」、中里村の極楽寺に「第七大学区第二中学区五番大柿小学校」がそれぞれ開校[2]。
- 1876年（明治9年）12月 - 稲葉小学校・大柿小学校・江合小学校を統合して「広才小学校」となり、現在地に新校舎を落成[2]。
- 1879年（明治12年）1月 - 「公立古川小学校」に改称[3]。
- 1881年（明治14年）6月 - 李埣小学区（のちの荒雄小学校）の中里村域を学区に編入[4]。
- 1883年（明治16年）1月 - 校地を2,061坪拡張[5]。
- 1884年（明治17年）7月 - 志田郡稲葉村ほか45カ村の高等小学校に指定され、中等と初等を併設。平屋建て校舎を落成[6]。
- 1887年（明治20年）5月 - 江合小学校を分校とする[6]。
- 1889年（明治22年）
  - 4月1日 - 村合併に伴い、学校管理を志田郡長から古川町長に移行[7]。
  - 10月1日 - 1884年落成の校舎を移転し、跡地に2階建て校舎を落成。江合分教場を李埣小学校の分教場に移管[7]。
- 1891年（明治24年）
  - 2月 - 講堂・教室・事務室を改装。校地を1,633坪拡張[7]。
  - 7月 - 「古川町立古川尋常高等小学校」に改称[3]。
- 1894年（明治27年）7月 - 平屋建て校舎を落成[8]。
- 1898年（明治31年）6月 - 講堂と2階建ての新校舎を落成[7]。
- 1900年（明治33年）4月1日 - 農業補習学校を併設（1902年3月廃止）[7]。
- 1926年（大正15年）12月 - 新講堂を落成[9]。
- 1927年（昭和2年）
  - 校地を1,020坪拡張[10]。
  - 7月 - シドニー・ギューリックより青い目の人形が贈呈[10]。
  - 11月10日 - 校歌を制定（作詞：土井晩翠、作曲：田村虎蔵）[10]。
- 1929年（昭和4年）10月 - 北校舎を落成[9]。
- 1931年（昭和6年）6月 - 新南校舎と屋内体操場を落成[9]。
- 1935年（昭和10年）4月 - 古川町青年学校と古川町商業専修学校を併設[11]。
- 1941年（昭和16年）4月1日 - 国民学校令施行に伴い、「古川国民学校」に改称[12]。
- 1943年（昭和18年）9月 - 相撲土俵を設置[12]。
- 1945年（昭和20年）5月8日 - 第二次世界大戦に伴う御仙部隊が北校舎と講堂を使用するため、二部授業を開始（終戦まで）[12]。
- 1947年（昭和22年）
  - 4月1日 - 学校教育法施行に伴い、「古川町立古川小学校」に改称[12]。
  - 4月11日 - 古川中学校を北校舎に併設したのに伴い、4年生を志田郡役所跡に移転して授業を開始（同年9月まで）[13]。
- 1948年（昭和23年）9月 - 古川小学校父母と教師の会（現：PTA）を結成[13]。
- 1950年（昭和25年）12月15日 - 古川町の市制施行に伴い、「古川市立古川小学校」に改称[13]。
- 1951年（昭和26年）6月 - 新校舎を落成し、移転[12]。
- 1954年（昭和29年）9月 - プールを落成（25×15メートル、総工費250万円）[12]。
- 1958年（昭和33年）4月 - 正面校舎西に125坪の平屋建て校舎を落成[12]。
- 1959年（昭和34年）10月1日 - 荒雄小学校および米倉小学校と統合し、「古川市立古川第一小学校」となる[14][15]。
- 1960年（昭和35年）1月23日 - 完全給食を開始[12]。
- 1962年（昭和37年）4月9日 - 古川第二小学校の校舎が竣工し、中里・北町・台町・駅前通り・東浦地区などの児童750人を移籍。米倉教場の259人と、荒雄教場のうち宮袋・小泉・福浦地区などの児童71人を収容[16]。
- 1966年（昭和41年）12月 - 新校章を制定[17]。
- 1967年（昭和42年）5月 - 校木「大銀杏」を制定[3]。
- 1969年（昭和44年）7月 - 低学年用プールを落成[17]。
- 1970年（昭和45年）4月 - ことばの教室を開設[17]。
- 1973年（昭和48年）2月 - 同窓会を結成[3]。
- 1977年（昭和52年）3月 - 屋内運動場を落成[3]。
- 1978年（昭和53年）6月12日 - 宮城県沖地震により正面校舎が大破[3]。
- 1979年（昭和54年）10月 - 新正面校舎を落成[3]。
- 1980年（昭和55年）1月24日 - 児童の生活信条として「大いちょうの心」を制定[18]。
- 1986年（昭和61年）4月 - 特殊学級（肢体不自由）を開設[3]。
- 1990年（平成2年）4月 - 情緒障害学級に代わり、病虚弱学級を開設[3]。
- 1995年（平成7年）10月 - 大いちょう賛歌を作成[3]。
- 2002年（平成14年）9月 - 南校舎を改修[3]。
- 2006年（平成18年）3月31日 - 市町合併に伴い、「大崎市立古川第一小学校」に改称。
- 2011年（平成23年）
  - 3月11日 - 東北地方太平洋沖地震により各校舎が被災（被害額は5億4431万6千円）[19][20]。
  - 3月 - 甚大な被害を受けた北校舎と南校舎を解体[18][19]。
  - 体育館を教室として使用開始[18]。
  - 7月1日 - 1・6年生を中校舎、2-5年生を校地内に設けた仮設校舎での授業を開始[21]。
- 2013年（平成25年）
  - 7月 - 新校舎を落成[18]。
  - 8月26日 - 新校舎での授業を開始[22]。
- 2017年（平成29年）3月 - 新プールを落成。体育館を大規模改造[18]。

## 教育方針

### 大いちょうの心
「まけるな」「うそをいうな」「よわいものをいじめるな」
校庭にある銀杏の木の歴史を基に、「まけるな うそをいうな よわいものをいじめるな」という「大いちょうの心」も制定している。

### 教育目標
- 考える子
- 思いやりのある子
- たくましい子

出典：

## 施設概要
主な施設を掲載。
- 中校舎（正面校舎）
  - 1978年竣工部分（1,003 m2） - 鉄筋コンクリート造3階建て[24]
  - 1979年竣工部分（2,946 m2） - 鉄筋コンクリート造3階建て[24]
- 新校舎（2,791 m2） - 2013年竣工の鉄筋コンクリート造2階建てで、2011年の東北地方太平洋沖地震により甚大な被害を受けた北校舎・南校舎の後継にあたる[18][24][19]。企画整備設計と日新設計が設計を手掛け、北校舎跡地に建設された[25]。
- 屋内体育館（1,493 m2[1]） - 1976年竣工の鉄筋コンクリート造2階建て[24]
- プール（プール槽部分：375 m2[1]） - 2017年竣工[18]
- 校庭（11,686 m2[1]）

旧耐震基準で建設された中校舎と屋内体育館は、2007年度に耐震補強工事を施している。

## 学区
行政区を記載。
- 上古川区、本鹿島区、諏訪西区、諏訪中区、諏訪東区、千手寺町区、古川横町区、二ノ構区、西館東区、西館中区、城西区、竹ノ内区、大江向区、三日町北区、三日町南区、荒川小金町区、川端区、十日町区、七日町区、浦町西区、浦町東区、前田町区、塚目南区、塚目北区
- 南町北区（南町4丁目を除く）

出典：

## 進学先の中学校
公立中学校の場合。
- 大崎市立古川中学校（大崎市古川二ノ構）

出典：

## アクセス

### バス
- 「千手寺町」バス停（ミヤコーバス）から徒歩で約3分

## 周辺
- 大崎市立古川中学校
- 宮城県古川黎明中学校・高等学校
- 大崎市役所
- 大崎市民病院

## 著名な出身者
- 青柳力 - 株式会社あおやぎ代表取締役社長、スポーツトレーナー
- 吉野作造 - 政治学者・思想家[28]
- 吉野信次 - 商工大臣、運輸大臣